# Поздышев, Яков
Яков Поздышев — дьяк.
10 мая 1655 года царь, получив известие из пограничной армии от воеводы Аф. Нащокина, что в Динабурге курляндцы помогают полякам, послал к курляндскому герцогу грамоту с выговором. Гонцом был отправлен подьячий Посольского приказа Яков Поздышев. В 1658 году он участвовал на посольском польском съезде с Як. Ник. Одоевским в числе 6 подьячих, сопровождавших князя. В 1660 году он был опять на посольском польском съезде с боярином Ник. Ив. Одоевским. В том же 1660 году Поздышев участвовал, вместе с дворянином Вас. Нечаевым, на съезде с польскими комиссарами между Могилёвом и Шкловом. Целью этого съезда был договор о разводе войск и заключение на срок перемирия. Как известно, съезд этот не увенчался успехом.
Когда Поздышев сделался дьяком — неизвестно, но в 1668 году он уже был дьяком Посольского приказа и, со стольником Иваном Акинфовым, отправился к королю в Варшаву от государя с тем, чтобы истребовать посредничества иностранных дворов при заключении на съезде мирных постановлений, переговорить об учреждении для сего комиссии в Курляндии о вооружении против татар и турок, и о размене пленными и донести королю о кровопролитии на Украине вследствие действий гетмана Ивана Брюховецкого. В 1673 году Поздышев заключал вместе с окольничим Артамоном Матвеевым и думным дьяком Григорием Богдановым договорную запись о возобновлении торговли с Арменией и другими странами, принадлежавшими Персии. Договор этот возобновлял собой прежний договор о торговле, прервавшийся на некоторый промежуток времени после кончины шаха Аббаса II. 19 июля 1675 года Поздышев находился ещё дьяком в Посольском приказе, но затем послан был дьяком в Ярославль в товарищи к стольнику и воеводе Ивану Аничкову. Одновременно с этим, Поздышев был дьяком в Малороссийском и Новгородском приказах.